# Emilio Lunghi
Emilio Lunghi (født 16. marts 1886 i Genova, død 26. september 1925 smst) var en italiensk atlet, som deltog i to olympiske lege i begyndelsen af 1900-tallet.
Lunghi begyndte at dyrke atletik i 1902, og hans første OL var de olympiske mellemlege 1906, hvor han var tilmeldt i tre discipliner, men ikke kom til start i nogen af dem.
Ved OL 1908 i London var han tilmeldt i fem løbediscipliner og stillede op i tre af dem. I det indledende heat i 1500-meter-løbet blev han nummer to efter briten Norman Hallows, der satte ny olympisk rekord, men skønt Lunghis anslåede tid ville have været bedst i de øvrige heats, var det kun vinderne at hvert heat, der gik videre, så Lunghi var ude af konkurrencen. I 3 miles for hold var han med på det italienske hold i indledende heat, men sammen med to af sine holdkammerater gennemførte Lunghi ikke løbet, så Italien fik ikke nok løbere i mål til at få registreret en tid, og italienerne var dermed ude af konkurrencen. Det bedste resultat opnåede han i 800 meter-løbet, hvor han vandt sit indledende heat og dermed var i finalen. Her kunne han ikke følge med storfavoritten, Mel Sheppard fra USA, der satte ny verdensrekord, men Lunghi fik en sikker andenplads foran tyskeren Hanns Braun. 3.200 m forhindringsløb og 400 m var de to discipliner, Lunghi ikke stillede op i.
De følgende år var Lunghi bedste i karrieren. Han satte således verdensrekord i 880 yards-løb under en turné i Nordamerika, hvor han også satte verdensrekord på de lidt særprægede distancer 700 yards og 2/3 mile. Han vandt 27 af de 31 løb, han stillede op i på turneen. I perioden 1908-1914 vandt han desuden ni individuelle italienske mesterskaber på distancer fra 400 m til 1500 m, herunder et par forhindringsløb.
Han var også med ved OL 1912 i Stockholm, hvor han var tilmeldt i seks discipliner, men kun deltog i to: 400 m og 800 m. I begge nåede han til semifinalen.
Fra 1912 til 1919 gjorde han tjeneste i den italienske marine, og efter første verdenskrig grundlagde han en forening til støtte for sømænd. I 1920 var han hjælpetræner for det italienske OL-atletikhold, og ved OL 1924 hjalp han det amerikanske hold, ligesom han var dommer i kapgang-konkurrencerne. Hans udseende gjorde ham til en yndet model for skulptører og malere. Han døde blot 39 år gammel af blodforgiftning efter kort sygdom.